# Anacampsis psoraliella
Anacampsis psoraliella is een vlinder uit de familie van de tastermotten (Gelechiidae). De wetenschappelijke naam van de soort is voor het eerst geldig gepubliceerd in 1920 door Barnes & Busck.